# Dangerous Years
Dangerous Years è un film del 1947 diretto da Arthur Pierson.
Pellicola drammatica statunitense che annovera la prima presenza accreditata della futura star del cinema Marilyn Monroe.

## Trama
Una banda di giovani, capeggiata da un ragazzo di nome Danny, viene processata per omicidio. Durante il processo la vita di Danny viene analizzata nei minimi dettagli e, in seguito alla rivelazione di una giovane donna, si viene a sapere che il ragazzo non è altri che il figlio dello sceriffo allevato nell'orfanotrofio della città insieme a Connie, che erroneamente egli considera la figlia avuta dalla moglie che lo aveva abbandonato.

## Distribuzione

### Data di uscita
- USA: Dangerous Years, 7 dicembre 1947
- USA: Dangerous Years, 16 gennaio 1948 (Los Angeles, California)

## Produzione
Il film venne prodotto dalla Sol M. Wurtzel Productions di Sol M. Wurtzel (1890 – 1958)

### Cast
Nella vicenda Marilyn Monroe è Evie, la cameriera di un fast food dove i ragazzi si riuniscono per ascoltare il juke box. Il nome della Monroe appariva come quattordicesimo nei crediti Pur non essendo il primo film in cui appare, né il primo da quando ha assunto il nome d'arte che la renderà famosa, è il primo ad uscire nelle sale col suo nome accreditato.